# ミルテの花 (シューマン)
『ミルテの花』（ミルテのはな、ドイツ語: Myrthen） 作品25は、ロベルト・シューマンが1840年に作曲した連作歌曲。

## 概要
この連作歌曲はヨハン・ヴォルフガング・フォン・ゲーテ、フリードリヒ・リュッケルト、ジョージ・ゴードン・バイロン、トマス・ムーア、ハインリヒ・ハイネ、ロバート・バーンズ、ユリウス・モーゼンらの詩を元に作成された。シューマンのほかの連作歌曲と同様にピアノと声楽のみで構成されている。この『ミルテの花』は"最愛の花嫁"クララ・シューマンに捧げられた。この1840年、シューマンはクララと結婚した。

## 曲目と構成
| No. | 曲目                                                        | 詩                               | 調（キー）    | 拍子 |
| --- | ----------------------------------------------------------- | -------------------------------- | ------------- | ---- |
| 1   | 献呈                                                        | リュッケルト                     | 変イ長調      | 3/2  |
| 2   | 自由な心                                                    | ゲーテ                           | 変ホ長調      |      |
| 3   | くるみの木                                                  | モーゼン                         | ト長調        | 6/8  |
| 4   | まだ見ぬ人                                                  | バーンズ（独訳：ゲーアハルト）   | ト長調/ホ長調 | 2/4  |
| 5   | 私は一人で座っている（『西東詩集』の『酒亭の書』より歌曲1） | ゲーテ                           | ホ長調        | 2/4  |
| 6   | やめないか、無作法者（『西東詩集』の『酒亭の書』より歌曲2） | ゲーテ                           | イ長調        | 6/8  |
| 7   | 睡蓮の花                                                    | ハイネ                           | ヘ長調/ニ短調 | 6/4  |
| 8   | 護符（『西東詩集』より）                                    | ゲーテ                           | ハ長調        |      |
| 9   | ズライカの歌（『西東詩集』より）                            | ゲーテ                           | イ長調        |      |
| 10  | ハイランドの未亡人                                          | バーンズ（独訳：ゲーアハルト）   | ホ短調        | 6/16 |
| 11  | 花嫁の歌1（『愛の春』より）                                 | リュッケルト                     | ト長調        | 2/4  |
| 12  | 花嫁の歌2（『愛の春』より）                                 | リュッケルト                     | ト長調        | 2/4  |
| 13  | ハイランド人の離郷                                          | バーンズ                         | ロ短調        | 3/8  |
| 14  | ハイランドの子守唄                                          | バーンズ                         | ニ長調        |      |
| 15  | 僕の心は重い                                                | バイロン                         | ホ長調        |      |
| 16  | なぞなぞ                                                    | バイロン                         | イ長調        |      |
| 17  | ヴェネツィアの歌1（2つのヴェネツィアの歌より）              | ムーア（独訳：フライリヒラート） | ト長調        | 2/4  |
| 18  | ヴェネツィアの歌2（2つのヴェネツィアの歌より）              | ムーア（独訳：フライリヒラート） | ト長調        | 2/4  |
| 19  | 大尉の妻                                                    | バーンズ                         | ホ短調        | 2/4  |
| 20  | 遠く、遠く                                                  | バーンズ                         | イ短調        | 6/8  |
| 21  | この孤独な涙は一体何?                                       | ハイネ                           | イ長調        | 6/8  |
| 22  | 誰にも                                                      | バーンズ                         | ヘ長調        |      |
| 23  | 西の方に                                                    | バーンズ                         | ヘ長調        | 6/4  |
| 24  | 君は一輪の花のように                                        | ハイネ                           | 変イ長調      | 2/4  |
| 25  | 東方のバラより                                              | リュッケルト                     | 変ホ長調      | 2/4  |
| 26  | 終わりに                                                    | リュッケルト                     | 変イ長調      |      |

## 参考書籍
- Dietrich Fischer-Dieskau: Robert Schumann. Das Vokalwerk. dtv/Barenreiter, Munchen/Kassel 1985, ISBN 3-423-10423-6,
- Karl H. Worner: Robert Schumann. Atlantis, Zurich 1949.